# Saw 8: Jigsaw
2Saw 8: Jigsaw er en amerikansk gyserfilm, instrueret af Michael og Peter Spierig, efter manuskript af Josh Stolberg og Pete Goldfinger. Og med Tobin Bell, Laura Vandervoort, Matt Passmore og Hannah Emily Anderson i hovedrollerne. Filmen er den ottende i serien Saw og udspiller sig under en udredning af flere mord som passer på Jigsaws modus operandi.

## Medvirkende
- Tobin Bell som John Kramer / Jigsaw
- Laura Vandervoort
- Matt Passmore
- Hannah Emily Anderson
- Brittany Allen
- Mandela Van Peebles